# タカベ
タカベ（鰖、学名 Labracoglossa argentiventris）は、イスズミ科に分類される魚の一種。本州から九州の太平洋沿岸に分布する海水魚で、日本固有種である。夏の季語。分類については議論が続いており、タカベ科 Scorpididaeとしている資料もある。

## 名称
和名の由来は漁師用語で「岩礁」を意味する「たか」に「魚」を意味する接尾辞である「べ」を付けたものと考えられている。その名の通り、主に沿岸域の岩礁地帯に生息する。その他に伊豆半島で「しゃか」、高知県柏島で「べんと」、鹿児島県で「ほた」などの呼び名がある。

## 特徴
成魚は全長20 - 30センチメートルになる。体型は紡錘形で体色は背部が青色、腹部は銀色であり、背部の中心から尾鰭全体にかけて特徴的な黄色または黄金色を呈している。顎は小さく頭部は若干丸みを帯びている。岩礁近くに群棲し、動物性プランクトンなどを捕食する。マアジやマサバ等と比較すると顎が非常に小さいことから釣りにくく、タカベは「餌取り名人」といえる。

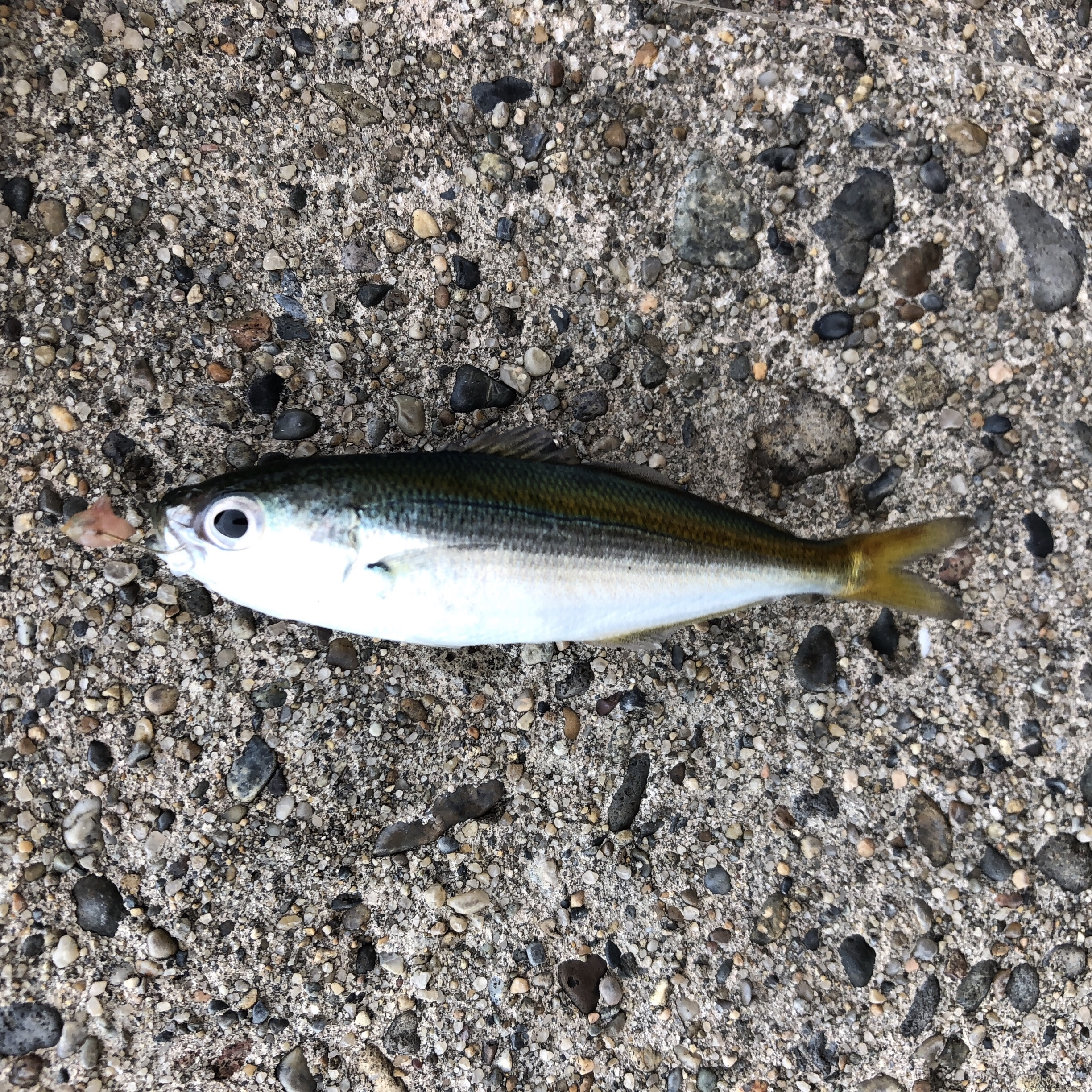
タカベ 2018.6.14 鹿島港

外見が似ていることからしばしばウメイロと混同されるが、ウメイロParacaesio xanthuraはスズキ目フエダイ科に属する別種の魚である。タカベにおいては後背部の黄色が背鰭や尻鰭にも見られるのに対し、ウメイロの背鰭・尻鰭は黄色くない。またウメイロは全長40センチメートル程度とタカベに比較して倍近く大きい。

## 利用
主に定置網漁で漁獲されるほか、オキアミ類を餌として釣りの対象ともなる。産卵期にあたり脂ののってくる夏が旬とされる。市場では高値で取引され、高級魚の扱いを受けている。関東圏で流通するタカベは伊豆諸島で漁獲されたものが多い。
塩焼きが最上とされるが、刺身や煮付けにしてもよい。また一夜干しにしても格別である。